# Фридмен, Росс
Росс «Ross The Boss» Фридмен (родился в Бронксе, Нью-Йорк) — гитарист, известен как один из основателей панк-рок-группы The Dictators и хэви-метал-группы Manowar.

## Биография
Росс Фридмен, также известный как Росс Фуничелло или Росс «The Boss», был очень одарённым ребёнком и виртуозно играл на скрипке, но когда он первый раз прикоснулся к электрогитаре, то понял, что нашёл свою настоящую любовь. Уже в школе он играл в разных группах. На шоу в New Paltz University его открыл Энди Шернофф (Andy Shernoff). В 1973 году Энди взял Росса к себе в группу The Dictators гитаристом, и дал проявиться его способностям.
После записи трёх альбомов в составе этой группы Фридмен уезжает во Францию и год работает в составе Shakin' Street. В 1980 году во время тура группы Black Sabbath Heaven and Hell  Фридмен познакомился с басистом Джоуи Де Майо. Позже в этом же году они основали группу Manowar, в составе которой Росс записал шесть альбомов.
В 1983 году Фридмен спродюсировал демо группы Anthrax и их первый сингл «Soldiers of Metal».
Фридмен покинул группу Manowar в 1988 году. Их последним совместным альбомом был Kings of Metal.
Он вернулся к своим старым друзьям и начал играть в группе Manitoba’s Wild Kingdom, периодически выступая с The Dictators. 
В 1994 он играет блюз-рок-группе Heyday, а в 1999 году поклялся вернуться назад в рок-н-ролл с The Spinatras.
В 2004 году Фридмен объединился с Альбертом Бучардом (Albert Bouchard), барабанщиком Blue Öyster Cult, и организовал группу The Brain Surgeons. В том же году он записал инструментальный альбом с барабанщиком группы The Dictators JP Thunderbolt Patterson.
Многие фанаты Manowar хотели бы вновь видеть Росса в группе, так как время, когда он играл в группе — восьмидесятые — рассматривается как золотая эпоха Manowar.
В апреле 2006 он исполнял раннее творчество Manowar на фестивале «Keep It True IV» в Германии при поддержке немецкой Manowar-кавер группы Men of War, которые после этого поменяли своё имя на Ross The Boss (или The RTB Band) и начали работать вместе с ним. В 2008 году они выпустили вместе альбом New Metal Leader. В 2010 группа Ross The Boss выпустила альбом Hailstorm.
В октябре 2006 Фридмен в очередной раз объединился с The Dictators, чтобы сыграть в легендарном панк-рок клубе CBGB, в котором они не раз играли раньше. С тех пор Росс часто принимает участие в концертах «диктаторов».
В 2007 году Росс вновь воссоединился с группой Shakin' Street; при его участии вышли альбомы 21st Century Love Channel 2009 года и Psychic 2014 года.
В 2008 году вместе с The Spinatras он записал благотворительный сингл «Here At Home», посвященный семьям американских солдат.
В апреле 2009 года вместе с Джоном Рапом (музыкантом группы Magus Beast) Росс основал звукозаписывающую компанию Twin Terror Productions, целью которой заявлена помощь начинающим исполнителям.
В 2012 году Фридмен собрал новую группу, которая получила название Death Dealer. Их дебютный альбом War Master увидел свет в 2013 году. Музыкальный материал альбома скоростной и жёсткий. «Саунд Death Dealer напоминает мне результат кропотливой работы опытных, знающих толк в своём деле музыкантов, — комментирует релиз сам Росс. — Я бы охарактеризовал материал, как классический мощный хэви металл, с привкусом скоростного пауэра, может, даже трэша».

## Дискография

### The Dictators
- The Dictators Go Girl Crazy (1975)
- Manifest Destiny (1977)
- Bloodbrothers (1978)
- Fuck 'Em If They Can't Take A Joke (1981)
- New York, New York (1998)
- DFFD (2001)
- ¡Viva Dictators! (2005)
- Everyday is Saturday (2007)

### Shakin' Street
- Solid as a Rock (1980)
- Live and Raw (1989)
- Live (2004)
- 21st Century Love Channel (2009)

### Manowar
- Battle Hymns (1982)
- Into Glory Ride (1983)
- Hail To England (1984)
- Sign of the Hammer (1984)
- Fighting The World (1987)
- Kings Of Metal (1988)

### Manitoba's Wild Kingdom
- ... And You? (1990)
- Heyday (1994)

### The Hellacopters
- Payin' The Dues (1997)

### David Roter Method
- Find Something Beautiful (1997)

### The Spinatras
- @Midnight.com (1999)

### The Nomads
- Showdown, Vol. 2: The 90's (2002)

### Thunderboss
- Thunderbolt Patterson with Ross The Boss (2004)

### Majesty
- Sword and Sorcery (2002)

### The Brain Surgeons
- Black Hearts of Soul (2004)
- Denial of Death (2006)

### DawnRider
- Fate is Calling, Pt 1 (2005)

### The Thunderbolts
- The Thunderbolts (2006)

### Wotan
- Epos (2007)

### Fabienne Shine and the planets
- Fabienne Shine and the planets (2007)

### Atlantean Kodex
- The Pnakotic Demos (2007)

### The RBR Band
- Here at Home (2008)

### Burning Starr
- Land of the Dead (2011)

### Ross The Boss
- New Metal Leader (2008)
- Hailstorm (2010)
- By Blood Sworn (2018)
- Born of Fire (2020)

### Death Dealer
- War Master (2013)
- Hallowed Ground (2015)